# Psary (województwo zachodniopomorskie)
Psary (niem. Stadthof) – osada w Polsce położona w województwie zachodniopomorskim, w powiecie świdwińskim, w gminie Świdwin.
Zobacz też: Psary.